# Königreich Tunesien
Das Königreich Tunesien (arabisch المملكة التونسية al-Mamlaka at-Tūnisiya ‚Tunesisches Königreich‘, französisch Royaume de Tunisie) war ein kurzlebiger Staat, der am 20. März 1956 nach der Unabhängigkeit Tunesiens als Monarchie etabliert wurde und bis zur Ausrufung der Republik am 25. Juli 1957 existierte. Der König war Lamine Bey, Ministerpräsident der eigentliche Staatsgründer Tunesiens, Habib Bourguiba (Habib Abu Ruqaiba).

## Geschichte
Eine mehrere Jahrzehnte währende Unabhängigkeitsbewegung führte zum Ende des französischen Protektorats, das im Jahre 1881 begonnen hatte. Im Jahre 1954 führten der tunesische Kampf und der fortdauernde zivile Ungehorsam zum Beginn der Verhandlungen über eine Autonomie zwischen Frankreich und der Neo-Destur-Partei unter Habib Bourguiba, der von den tunesischen Gewerkschaften und der Arabischen Liga unterstützt wurde. Die vereinbarte Convention von April 1955 legte fest, dass Frankreich die Kontrolle über die Armee und die Außenangelegenheiten behalten werde, während gleichzeitig die Eigenständigkeit des Beyliks Tunesien garantiert wurde, die im folgenden Jahr beginnen sollte. Habib Bourguiba, der sich den türkischen Staatsgründer Mustafa Kemal Atatürk als Vorbild genommen hatte, wurde von Frankreich aus dem Gefängnis freigelassen und vom tunesischen Volk begeistert willkommen geheißen. Dieser Kompromiss allerdings spaltete die Neo-Destur und führte schließlich zur Unterdrückung ihres linken Flügels sowie zum Ausschluss ihres radikalen panarabischen Vorsitzenden Salah Ben Youssef, der später nach Ägypten floh. Diese Folge der innerparteilichen Auseinandersetzungen signalisierte, dass die Neo-Destur einen gemäßigten Weg einschlagen würde. Die Franzosen beendeten zudem ihre Schutzherrschaft über Marokko, um ihre Kräfte auf Algerien zu konzentrieren. Als Reaktion darauf sowie als Folge der öffentlichen Meinung der Tunesier drängte Bourguiba auf Unabhängigkeit. Die französische Regierung setzte sich über die scharfe Ablehnung der französischen Siedler hinweg, trat Tunesien ab und unterzeichnete die Protokolle. Am 20. März 1956 erhielt Tunesien seine volle Unabhängigkeit. Im Juli wurde Tunesiens Antrag auf Vollmitgliedschaft bei den Vereinten Nationen angenommen.
Nach Vorstellung Frankreichs wurde das unabhängige Tunesien eine konstitutionelle Monarchie, die vom Bey von Tunis, Lamine Bey (eigentlich Mohammed VIII. el-Amin) regiert werden sollte. Der Bey war ein institutioneller Titel, der auf die frühe osmanische Ära zurückdatierte. Der vorherige Bey Mohammed VII. el-Monsef war ein im Volk beliebter Nationalist, doch Lamine Bey wurde von manchen als Kompromiss der Franzosen, von anderen als Youssefist betrachtet. Bereits vorgesehene Wahlen wurden mit der Wahl zur Verfassunggebenden Versammlung am 25. März 1956 abgehalten; wegen geheimer Abmachungen, ausgehandelt zwischen Bourguiba und dem Bey, konnten die Wähler nur Parteilisten und keine Kandidaten wählen. Diese Vereinbarung machte es leichter für die Neo-Destur, Youssefisten oder andere Dissidenten fernzuhalten und die Parteidisziplin zu wahren. Die Wahlen wurden von der Neo-Destur-Partei mit überwältigender Mehrheit gewonnen, ihr Vorsitzender Habib Bourguiba wurde Ministerpräsident. Am 25. Juli 1957 wurde die Monarchie abgeschafft, das Amt des Beyliks beendet und die Tunesische Republik ausgerufen. Die Versammlung machte daraufhin Bourguiba zum ersten Präsidenten, das später zum Einparteienstaat unter der neuen Sozialistischen Destur-Partei werden sollte.